# Исмаилов, Тофик Кязим оглы
Тофик Кязим оглы Исмаилов (азерб. Tofiq Kazım oğlu İsmayılov; 21 июня 1933, Баку — 20 ноября 1991, Каракенд, Нагорно-Карабахская автономная область) — генеральный директор, главный конструктор Научно-производственного объединения космических исследований Национальной академии наук Азербайджана, народный депутат СССР (1989 - 1991).

## Биография
Родился 21 июня 1933 года в Баку. Окончил Московский электротехнический институт связи (1956).
- 1956—1959 — технолог, мастер, заместитель начальника цеха, старший инженер завода
- 1959—1964 — ведущий конструктор, и. о. начальника лаборатории НИИ в Москве
- 1964—1966 — ведущий инженер предприятия в Баку.
- с 1966 г. — доцент кафедры электротехники Азербайджанского политехнического института
- 1968—1973 — старший инженер, начальник отдела научных разработок и их внедрения в производство Института физики АН Азербайджанской ССР
- 1973—1982 — директор научного центра «Каспий» Академии Наук Азербайджанской ССР
- с 1982 г. — генеральный директор, с 1985 г. генеральный директор — главный конструктор НПО космических исследований (Баку).

Доктор технических наук, профессор. Академик Международной инженерной академии.

## Общественная деятельность
Народный депутат СССР от Нахичеванского национально-территориального округа (1990). Член КПСС с 1960 года. Член ЦК КПСС с июня 1990 года.
С 18 октября 1991 г. — Государственный секретарь Азербайджана.

### Гибель
Погиб в катастрофе Ми-8 близ села Каракенд 20 ноября 1991 года. Похоронен на Аллее почётного захоронения в Баку.

## Книги
- Автоматная модель представления объектов природной среды / Исмаилов Т. К. и др. — М, ИКИ, 1983[2]
- Космические орбиты азербайджанской науки / Т. К. Исмаилов. — Баку : Азернешр, 1988[3].